# 16958 Klaasen
16958 Klaasen (1998 PF) là một Mars-crossing asteroid.